# 沃洛索沃區

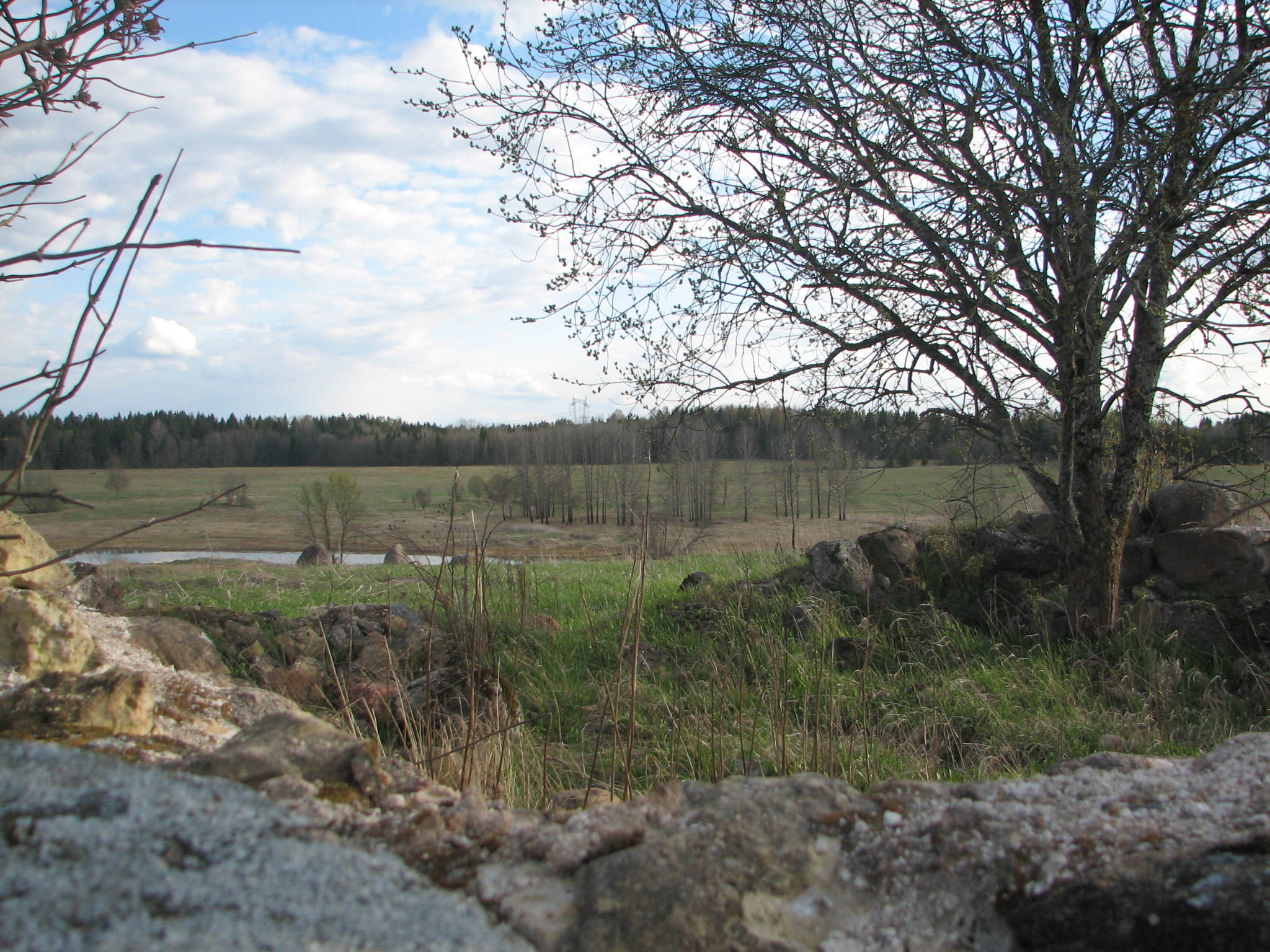

59°27′N 29°29′E / 59.450°N 29.483°E
沃洛索沃區（俄语：Волосовский район），是俄羅斯的一個區，位於該國西北部，由列寧格勒州負責管轄，始建於1927年8月1日，面積2,700平方公里，2010年人口49,443，人口密度每平方公里18.31人。